# Ulrich Kiesow
Ulrich Kiesow (Germania, 3 giugno 1949 – Wassenberg, 30 gennaio 1997) è stato uno scrittore e autore di giochi tedesco.
Ulrich Kiesow è stato il creatore del gioco di ruolo Uno sguardo nel buio e del mondo fantastico che lo riguarda. Oltre a contribuire a numerose pubblicazioni connesse a tale gioco, Ulrich Kiesow con lo pseudonimo Andreas Blumenkamp ha scritto articoli satirici per la rivista tedesca di giochi di ruolo Wunderwelten ("Mondi meravigliosi", non più in pubblicazione).
Kiesow è stato cofondatore della Fantasy Productions nel 1983 con Werner Fuchs e Hans Joachim Alpers. Ha tradotto in tedesco sia Tunnels & Trolls, primo libro di gioco di ruolo in tedesco, sia Dungeons & Dragons.
Kiesow ha avuto un attacco cardiaco nell'agosto 1995. Ricoverato, ha iniziato a scrivere il romanzo Das zerbrochene Rad ("La ruota rotta", un simbolo della morte nel mondo di Uno sguardo nel buio nel quale il romanzo è ambientato). Il romanzo era stato da poco completato, quando i problemi cardiaci hanno portato alla morte dello scrittore presso la sua abitazione il 30 gennaio 1997.